# The Whetstone of Witte

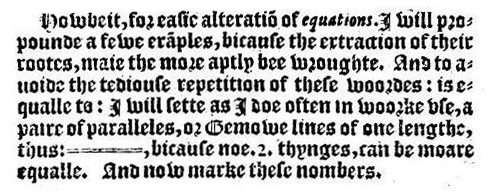
Le passage de The Whetstone of Witte introduisant le signe égal

The Whetstone of Witte est le titre abrégé du livre de mathématiques de Robert Recorde publié en 1557, le titre complet étant The whetstone of witte, whiche is the seconde parte of Arithmetike: containyng thextraction of Rootes: The Coßike practise, with the rule of Equation: and the woorkes of Surde Nombers.
Le livre couvre des sujets tels que les nombres entiers, l'extraction des racines et les nombres irrationnels. L'ouvrage est remarquable car il introduit pour la première fois dans un livre imprimé en Angleterre le signe égal (=) pour la résolution des équations dans le chapitre The rule of equation commonly called Algebers rule. Il est également le premier livre en anglais à utiliser les signes plus et moins.
La notation de Recorde (en) pour l'exponentiation diffère cependant de la notation cartésienne ultérieure {\displaystyle p^{q}=p\times p\times p\cdots \times p}. Recorde exprime les exposants et les racines (supérieures à 3) sous une forme basée sur la factorisation en nombre premiers de l’exposant : un facteur de deux est appelé zenzic, et un facteur de trois, cubic. Recorde appelle les plus grands nombres premiers apparaissant dans cette factorisation des sursolids, en les distinguant par l'utilisation de nombres ordinaux : c'est-à-dire qu'il définit 5 comme le premier sursolid, écrit ʃz, et 7 comme le deuxième sursolid, écrit Bʃz. Il conçoit des symboles pour ces facteurs : un zenzique est noté z et un cubique &. Par exemple, il fait référence à p8 = p2×2×2 comme zzz (le zenzizenzizenzique ) et à q12 = q2×2×3 comme zz& (le zenzizenzicubique).
Plus loin dans le livre, il inclut un tableau des exposants jusqu'à p80 = p2×2×2×2×5 écrit comme zzzzʃz. Il y a cependant une erreur dans le tableau, car il écrit p69 comme Sʃz, bien qu'il ne s'agisse pas d'un nombre premier. Ce devrait être p3×23 ou &Gʃz.